# Kerrouchen
Kerrouchen (en àrab كروشن, Karrūxn; en amazic ⴽⵔⵔⵓⵛⵏ) és una comuna rural de la província de Khénifra, a la regió de Béni Mellal-Khénifra, al Marroc. Segons el cens de 2014 tenia una població total de 7.021 persones.